# Caloptilia cecidophora
Caloptilia cecidophora — моль семейства пестрянок (Gracillariidae) . Распространена на территории Японии (Хонсю, Кюсю и острова Рюкю) и Тайваня.
Размах крыльев около 12 мм.
Личинки питаются на деревьях рода Glochidion (Glochidion acuminatum, Glochidion obovatum, Glochidion rubrum). Личинки первого и второго возраста минируют листья растения-хозяина вдоль жилок. Личинки третьего возраста инициируют образование галла внутри проложенного хода. Дальнейшие линьки и развитие личинки, вплоть до шестого возраста и метаморфоза, происходят внутри галла.

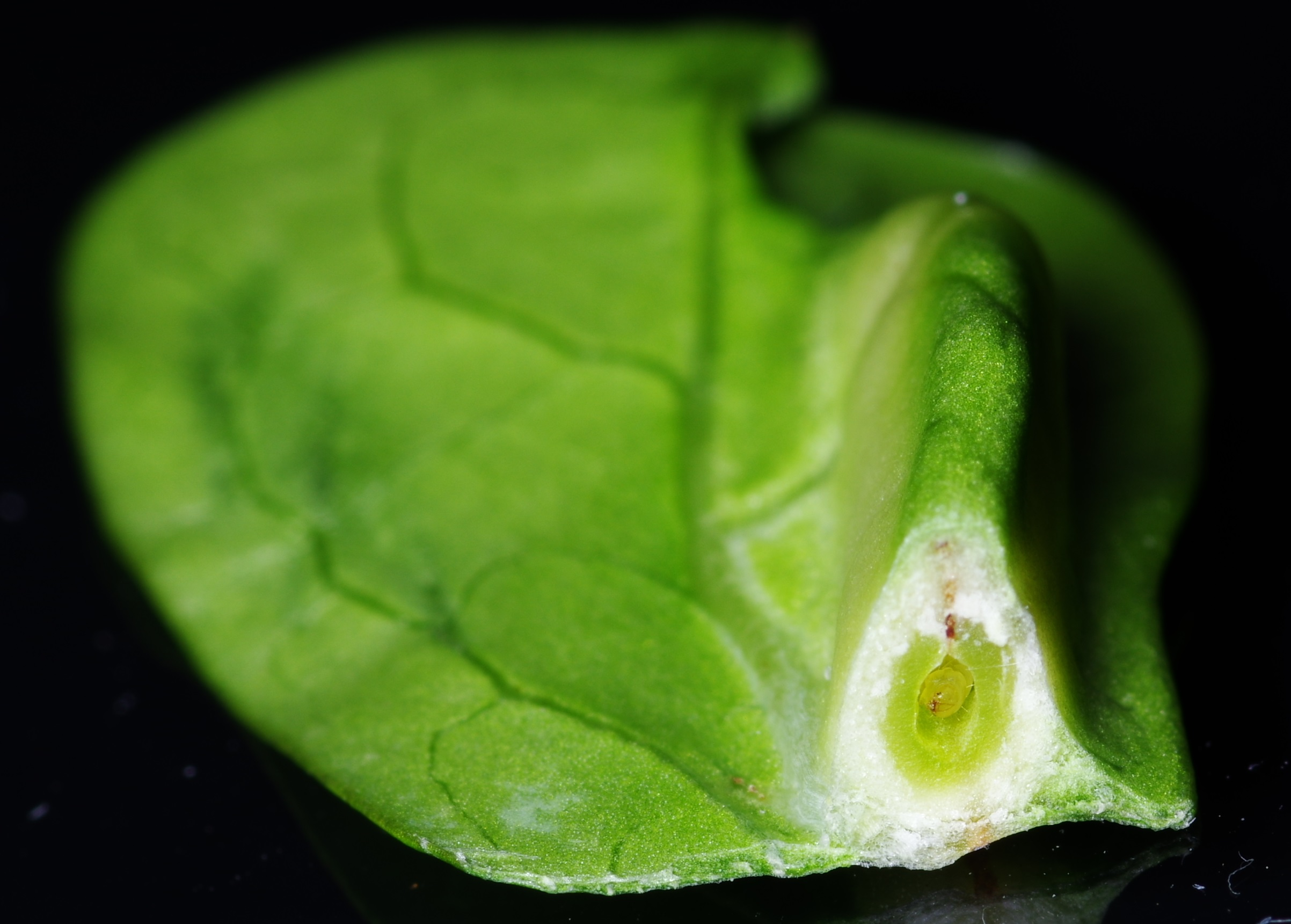
Поперечный срез галла Calotpilia cecidophora на листе Glochidion obovatum с личинкой внутри